# 戈亚斯州弗洛里斯
戈亚斯州弗洛里斯（葡萄牙語：Flores de Goiás）是巴西戈亚斯州的一个市镇。总面积3709平方公里，总人口9045人，人口密度2.4人/平方公里。